# Siostry Jukina
Olga Giennadjewna Jukina (ros. О́льга Генна́дьевна Ю́кина; ur. 23 października 1953, zm. 29 stycznia 2005) i Tatjana Giennadjewna Jukina (ros. Татья́на Генна́дьевна Ю́кина; ur. 23 października 1953 w Moskwie, 31 marca 2011 tamże) – radzieckie aktorki filmowe, siostry bliźniaczki. Zagrały główne role w filmie Królestwo krzywych zwierciadeł (1963).
Olga zmarła 29 stycznia 2005 w Moskwie. Została pochowana na tamtejszym cmentarzu Pokrowskim.
Tatjana Zamołodczikowa (Jukina) zmarła 31 marca 2011 w Moskwie z powodu choroby serca. Pochowana na cmentarzu Pokrowskim w Moskwie, obok swojej siostry i innych krewnych.

## Filmografia
- 1963: Królestwo krzywych zwierciadeł jako Ola (Olga) i Alo (Tatjana)
- 1964: Bajka o Mrozie Czarodzieju jako bliźniaczki zbierające grzyby